# Plocaederus
Plocaederus is een kevergeslacht uit de familie van de boktorren (Cerambycidae). De wetenschappelijke naam van het geslacht werd voor het eerst geldig gepubliceerd in 1835 door Dejean.

## Soorten
Plocaederus omvat de volgende soorten:
- Plocaederus barauna Martins & Monné, 2002
- Plocaederus bipartitus Buquet, 1860
- Plocaederus confusus Martins & Monné, 2002
- Plocaederus dozieri Martins & Galileo, 2010
- Plocaederus fasciatus (Martins & Monné, 1975)
- Plocaederus fragosoi Martins & Monné, 2002
- Plocaederus fraterculus (Martins, 1979)
- Plocaederus glaberrimus (Martins, 1979)
- Plocaederus glabricollis (Bates, 1870)
- Plocaederus inconstans (Gounelle, 1913)
- Plocaederus mirim Martins & Monné, 2002
- Plocaederus pactor (Lameere, 1885)
- Plocaederus pisinnus (Martins & Monné, 1975)
- Plocaederus plicatus (Olivier, 1790)
- Plocaederus rugosus (Olivier, 1795)
- Plocaederus rusticus (Gounelle, 1909)
- Plocaederus yucatecus (Chemsak & Noguera, 1997)